# Grace McCleen
Grace McCleen (narozena 1981, Monmouthshire, Wales) je britská spisovatelka.

## Život
Vyrůstala ve Walesu v fundamentalistickém náboženském prostředí a většinu svého života neměla mnoho kontaktů s nevěřícími. Když jí bylo deset, rodiče ji vzali ze školy a přestěhovali se na dva roky do Irska. Na doporučení své učitelky se ucházela o studium anglické literatury na Univerzitě v Oxfordu, která jí nabídla možnost studovat bez přijímacích zkoušek. Tuto nabídku proti vůli rodičů přijala. Studia absolvovala s hodnocením "double first", což označuje vynikající úroveň bakalářské i magisterské práce. Titul M. A. (Master of Arts) získala prací na Univerzitě v Yorku (The University of York) na téma díla T. S. Eliota, za kterou jí bylo uděleno vyznamenání.
Měla v úmyslu věnovat se akademické kariéře. Když jí bylo dvacet šest let, začala psát trojici románů: Skvostná země (The Land of Decoration, 2012), Profesor poezie (The Professor of Poetry, 2013), a Nabídka (The Offering, 2015).
Za román Skvostná země obdržela ceny Desmond Elliott Prize (2012) a Betty Trask Award v roce 2013.
Psala kritiky pro literární přílohu Timesů (The Times Literary Supplement). V době, kdy byla pro nemoc upoutána na lůžko, začala psát a skládat písně. Píše také příběhy pro děti, které doprovází vlastními fotografickými ilustracemi.

## Dílo

### Romány
- 2012 The Land of Decoration,
- 2013 The Professor of Poetry,
- 2015 The Offering.

### Práce pro děti
- Where’s My Story?
- Little Pixie's Rainy Day
- Little-Old-Lady Pie
- When the Lights Went Out
- The Night the Moon Went Out[8]

Je rovněž autorkou básní.

### Česky vyšlo
- Skvostná země. Překlad Kateřina Novotná. 1. vyd. Praha: Argo, 2012. 290 s. ISBN 978-80-257-0693-0.
  - Román byl v roce 2015 zdramatizován v Českém rozhlasu a zpracován, jako hra pro mládež: Grace McCleen: Skvostná země, překlad Kateřina Novotná, rozhlasová dramatizace Marie Nováková, hudba Jiří Strohner, dramaturgie Zuzana Drtinová Vojtíšková, režie Hana Kofránková. Hráli: Viktorie Hrachovcová, Jan Hartl, Apolena Veldová, Miroslav Hanuš, Jan Vlasák, Matyáš Hlaváček, Jan Köhler, Anna Klusáková, Prokop Košař a Alžběta Volhejnová.

## Ocenění a vyznamenání
- 2012 Desmond Elliott Prize – vítěz, za román The Land of Decoration [10]
- 2013 Betty Trask Award – vítěz, za román The Land of Decoration [6]
- 2014 Encore Award – román The Professor of Poetry byl na užším výběru kandidátů.[11]
- 2015 Jerwood Fiction Uncovered Prize – jedna z osmi oceněných za román The Offering [12]
- 2015 Baileys Women's Prize for Fiction – román The Offering byl v širším výběru kandidátů.[13]